# Briarcliffe Acres
Briarcliffe Acres é uma cidade  localizada no estado norte-americano de Carolina do Sul, no Condado de Horry.

## Demografia
Segundo o censo norte-americano de 2000, a sua população era de 470 habitantes. 
Em 2006, foi estimada uma população de 520, um aumento de 50 (10.6%).

## Geografia
De acordo com o United States Census Bureau tem uma área de 
1,7 km², dos quais 1,7 km² cobertos por terra e 0,0 km² cobertos por água.

## Localidades na vizinhança
O diagrama seguinte representa as localidades num raio de 20 km ao redor de Briarcliffe Acres. 